# Thure Mannerfelt
Måns Thure Månsson Mannerfelt, född 2 september 1911 i Norra Fågelås församling i dåvarande Skaraborgs län, död 1969, var en svensk friidrottare (femkamp), ingenjör och företagsledare. 
Mannerfelt vann SM-guld i femkamp år 1930 och 1931. Han tävlade för Kronobergs IK. Han var ingenjör SVR och civilingenjör samt innehavare av Svensk Bygg-Planering (SBP) Thure Mannerfelt och VD för Profit-Planning AB.
Han var son till kapten Magnus Mannerfelt och Ingegerd Posse av grevliga ätten Posse. Han var gift första gången 1936–1955 med Mary Shumacher (född 1915), dotter till kanslirådet Gunnar Schumacher, och andra gången 1956 med Ellen-Karine Maseng (1923–1969). Han hade fyra barn i första äktenskapet, ett barn i det andra äktenskapet.